# لاري ووكر (منافس ألعاب قوى)
لاري ووكر (بالإنجليزية: Larry Walker)‏ هو منافس ألعاب قوى أمريكي، ولد في 30 ديسمبر 1942.

## وصلات خارجية
- لاري ووكر على موقع أوليمبيديا (الإنجليزية)